# Atomorpha
Atomorpha is een geslacht van vlinders van de familie spanners (Geometridae), uit de onderfamilie Ennominae.

## Soorten
- A. falsaria Alphéraky, 1892
- A. hedemanni (Christoph, 1885)
- A. mabillearia Lucas, 1907
- A. punctistrigaria Christoph, 1897